# 大德溪
大德溪，位於台灣東部之縣市管河川，幹流長度4.00公里，流域面積6.38平方公里，分佈於台東縣長濱鄉。主流發源於長濱鄉竹湖村花東山（主峰位於忠勇村與花蓮縣玉里鎮交界處）西南側，向東南流經永福（掃別子）北側，於省道台11線齒草橋東南側注入太平洋。